# 豪尔赫·内拉
豪尔赫·内拉（西班牙語：Jorge Neira，1964年11月9日—），西班牙男子水球运动员。他曾代表西班牙参加1984年和1988年夏季奥林匹克运动会水球比赛，分别获得第四名和第六名。